# Condado de Fayette (Georgia)
El condado de Fayette (en inglés: Fayette County) es un condado en el estado estadounidense de Georgia. En el censo de 2000 el condado tenía una población de 91 263 habitantes. Forma parte del área metropolitana de Atlanta. La sede de condado es Fayetteville. El condado fue fundado el 15 de mayo de 1821 y fue nombrado en honor al Marqués de La Fayette.

## Geografía
Según la Oficina del Censo, el condado tiene un área total de 516 km² (199 sq mi), de la cual 510 km² (197 sq mi) es tierra y 6 km² (2 sq mi) (1,10%) es agua.

### Condados adyacentes
- Condado de Fulton (norte)
- Condado de Clayton (este)
- Condado de Spalding (sur)
- Condado de Coweta (oeste)

## Autopistas importantes
- Ruta Estatal de Georgia 54
- Ruta Estatal de Georgia 74
- Ruta Estatal de Georgia 85
- Ruta Estatal de Georgia 92
- Ruta Estatal de Georgia 279
- Ruta Estatal de Georgia 314

## Demografía
En el  censo de 2000, hubo 91 263 personas, 31 524 hogares y 25 975 familias residiendo en el condado. La densidad poblacional era de 463 personas por milla cuadrada (179/km²). En el 2000 había 32 726 unidades unifamiliares en una densidad de 166 por milla cuadrada (64/km²).. La demografía del condado era de 83,87% blancos, 11,47% afroamericanos, 0,21% amerindios, 2,42% asiáticos, 0,02% isleños del Pacífico, 0,76% de otras razas y 1,25% de dos o más razas. 2,83% de la población era de origen hispano o latino de cualquier raza. 
La renta promedio para un hogar del condado era de $71 227 y el ingreso promedio para una familia era de $78 853. En 2000 los hombres tenían un ingreso medio de $54 738 versus $33 333 para las mujeres. La renta per cápita para el condado era de $29 464 y el 2,60% de la población estaba bajo el umbral de pobreza nacional.

## Ciudades y pueblos
- Brooks
- Fayetteville
- Peachtree City
- Tyrone
- Woolsey